# Lipogenese
Lipogenese is een proces in de lever waarbij enkelvoudige suikers, zoals glucose, worden omgezet in vetzuren. Deze vetzuren worden vervolgens, veresterd met glycerol, omgezet in triglyceride.
Door lipogenese en daaropvolgend de triglyceridesynthese is het lichaam in staat om energie efficiënt voor langere tijd op te slaan in de vorm van vetten. Deze vetten worden vooral opgeslagen rondom organen en onder de huid. Lipogenese wordt gestimuleerd door een hoge bloedsuikerspiegel en hoge insulineconcentratie. Lipogenese wordt in gang gezet als alle opslagruimte voor glucose in de lever en spieren vol is.  
Het proces waarbij vetten weer worden verbruikt heet lipolyse.